# Iterator (wzorzec projektowy)
Iterator – czynnościowy wzorzec projektowy (obiektowy), którego celem jest zapewnienie sekwencyjnego dostępu do podobiektów zgrupowanych w większym obiekcie.

## Zastosowanie
Ze wzorca Iterator należy korzystać w następujących warunkach:
- Kiedy chcesz uzyskać dostęp do zawartości obiektu zagregowanego bez ujawniania jego wewnętrznej reprezentacji
- Jeśli chcesz umożliwić jednoczesne działanie wielu procesów, przechodzenia po obiektach zagregowanych
- Jeżeli chcesz udostępnić jednolity interfejs do poruszania się po różnych zagregowanych strukturach (czyli zapewnić obsługę iteracji polimorficznej)

## Konsekwencje
Do konsekwencji stosowania wzorca należy możliwość zapewnienia różnych sposobów iterowania obiektu.